# Rue Princesse (Paris)
Pour les articles homonymes, voir Rue Princesse.
La rue Princesse est une voie du 6e arrondissement de Paris, en France.

## Situation et accès
La rue Princesse est une voie publique située dans le 6e arrondissement de Paris. Elle débute au 17, rue du Four et se termine au 6, rue Guisarde.
Au XIXe siècle, la rue Princesse, d'une longueur de 93 mètres, située dans l'ancien 11e arrondissement, quartier du Luxembourg, commençait aux 23-25, rue du Four et finissait aux 6-8, rue Guisarde,,.

## Origine du nom
On ignore l'origine du nom de cette rue,.
Néanmoins, un auteur indique qu'elle tirerait son nom d'une princesse de la maison de Guise.

Enfin, dans l'ouvrage Supplément du théâtre italien, Arlequin donne au vieillard l'origine du nom de la rue Princesse :

« C'est une rue où demeurait la Maîtresse de Jean Pain-mollet, et Jean Pain-mollet l'appelait toujours, en lui faisant l'amour, ma Princesse ; et ce nom est demeuré à la rue. »

## Historique
Elle est ouverte en 1630 sur une partie de l'emplacement de l'hôtel de Roussillon ; elle est presque entièrement bordée de constructions en 1646.
Elle est citée sous le nom de « rue Princesse » dans un manuscrit de 1636 dont le procès-verbal de visite, en date du 30 avril 1636, indique qu'elle est « en aucuns endroitz nette, et en d'autres avons veu plusieurs boues et fanges ».
De 1793 à 1807, elle est rebaptisée « rue de la Justice » ou « rue Révolutionnaire ».
Une décision ministérielle du 15 vendémiaire an IX (7 octobre 1800), signée Louis Bonaparte, fixe la moindre largeur de cette voie publique à 7 mètres.
Cette largeur est portée à 10 mètres, en vertu d'une ordonnance royale du 12 mai 1841. 
C'est dans cette rue que se trouvait l'École des surintendantes d'usine créée en 1917. 
Pendant l'Occupation, l'école devient un point de ralliement de groupe Combat Zone nord. Les résistantes Mireille Albrecht, Odile Kienlen, Anne-Marie Boumier, Jane Sivadon et Anne Noury,  de ce réseau, ont été déportées.

## Bâtiments remarquables et lieux de mémoire
- No 1 : emplacement de l'ancienne demeure du peintre Jean Siméon Chardin de 1720 à 1744.
- No 6 : emplacement de la demeure de Jean Siméon Chardin de 1744 à 1757 après son remariage avec Françoise-Marie Pouget.
- No 12 : le 12 février 1688, Jean-Baptiste de la Salle y installe le premier établissement des Frères des écoles chrétiennes à Paris.

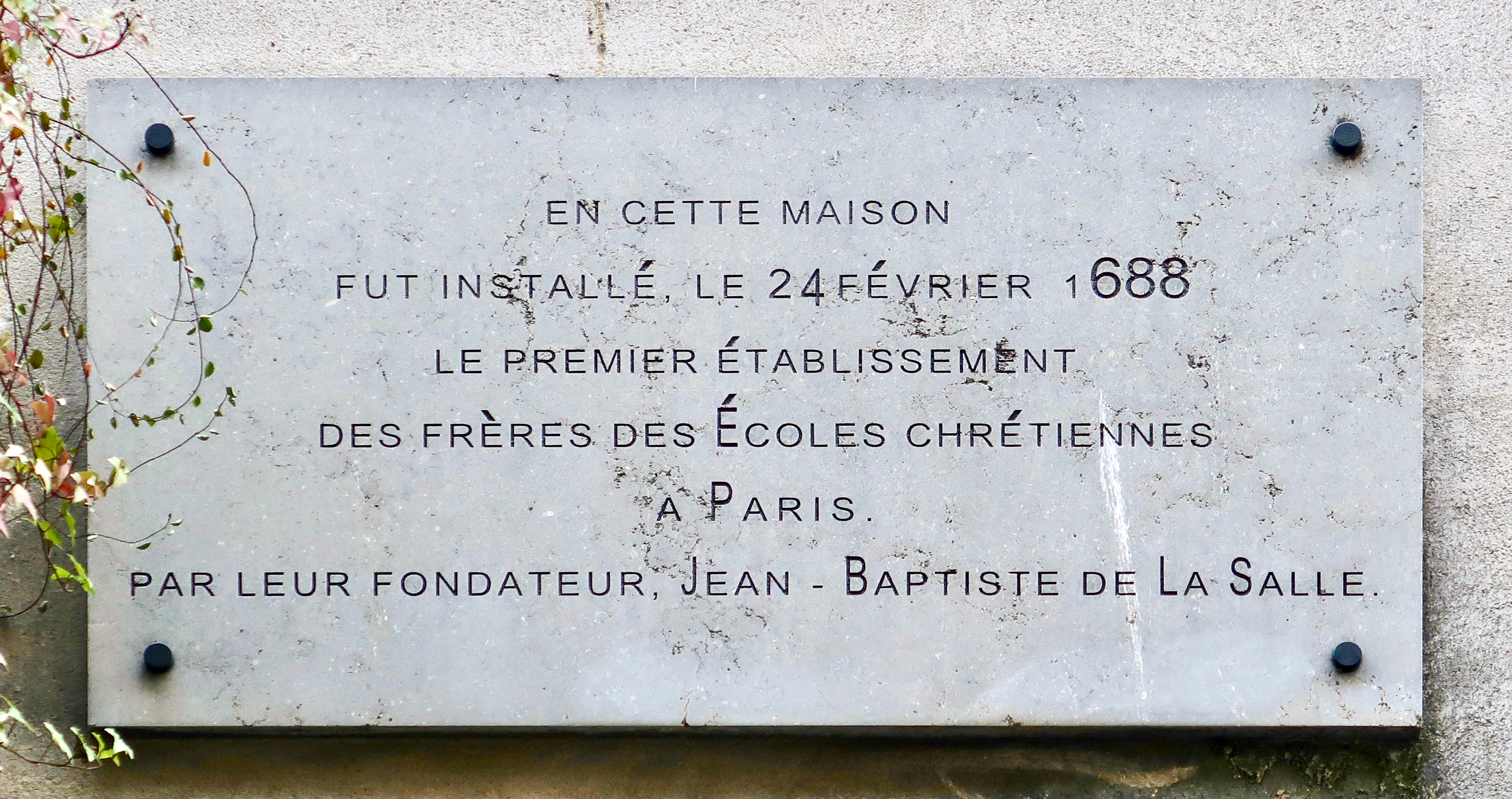
Plaque au no 12.

- No 15 : Chez Castel, boîte mythique des nuits parisiennes discrètement nichée dans un hôtel particulier de trois étages anciennement occupé par une épicerie vendant des boissons alcoolisées.